# Петросян, Валерий Самсонович
Вале́рий Самсо́нович Петрося́н (арм. Վալերի Սամսոնի Պետրոսյան, род. 7 марта 1942 года, Баку, Азербайджанская ССР) — советский и российский химик, специалист по токсикологии окружающей среды. Доктор химических наук (1979), профессор кафедры органической химии химического факультета МГУ имени М. В. Ломоносова (1981), ректор Открытого экологического университета МГУ (c 1987). Председатель Экологического совета при Правительстве Москвы, эксперт ООН по химической безопасности (2000). Заслуженный профессор МГУ (2007), заслуженный работник высшей школы Российской Федерации (2011). Член Высшего экологического совета Государственной Думы Российской Федерации. Заместитель генерального директора АО «РТ-Инвест» (дочерней компании Ростеха, занимающейся строительством мусоросжигательных заводов).

## Биография
Валерий Самсонович Петросян родился 7 марта 1942 года в Баку Азербайджанской ССР. Родители родом из Мардакерте (Нагорный Карабах).Отец — Петросян Самсон Тевосович, (1912—1996), окончил школу в НКАО, учился в Ленинграде на инженера-строителя. После окончания учёбы он не нашёл работу по специальности в родном городе, поэтому был вынужден переехать. С 1935 года жил в Баку, женился на своей землячке Чилингаровой Тамаре Арутюновне (1914—1993). В семье было двое детей, у Валерия Самсоновича была сестра Алла (1937—1991), которая окончила Московскую консерваторию.
Валерий Самсонович посвятил родителям учебник, изданный в 2017 году в рамках президентского гранта, по химии и токсикологии окружающей среды.
Жена — Ирина Всеволодовна Петросян, работала на химфаке МГУ, сын и дочь, две внучки.

### Учёба
В 6 классе Валерий увлёкся химией, благодаря своей учительнице Розалии Захаровне, посещал химический кружок. После 9 класса, находясь под впечатлением от книги О. А. Реутова «Архитектор молекул», Валерий Самсонович решил поступать в МГУ имени М. В. Ломоносова, и даже приезжал перед поступлением на химический факультет МГУ, чтобы познакомиться со своим будущим учителем, однако его не пропустили в здание факультета.
В 1959 году поступил на Химический факультет МГУ имени М. В. Ломоносова. Играл за сборную МГУ по баскетболу, был солистом джаз-оркестра МГУ.
Будучи студентом, Валерий Самсонович под руководством Реутова в течение одного года осваивал спектроскопию ЯМР на одном из двух спектрометров в Москве в Научно-исследовательском физико-химическом институте им. Л. Я. Карпова.
В 1964 году окончил Химический факультет. Валерий Самсонович был первым выпускником Химического факультета, в дипломной работе которого был использован спектр ЯМР. Был оставлен на работу в лаборатории теоретических проблем органической химии, основанной Реутовым О. А., к которому Валерий Самсонович целенаправленно ехал в Москву.
В 1967 году защитил кандидатскую диссертацию по органической химии на тему «Спектры ЯМР и строение ртутьорганических соединений».

## Научная деятельность
Причиной смещения научных интересов В. С. Петросяна в сторону химической экологии и токсикологии стало обнаружение в 1969 году сразу в четырёх странах (Канада, США, Великобритания, Франция) смены пола моллюсков ввиду смещения гормонального фона из-за попадания в морскую воду олова из органической краски, которой окрашивают днища судов. Фундаментальные знания по олово- и ртутьорганическим веществам подтолкнули Валерия Самсоновича к мысли о том, что контакт человека с ртутью должен быть прекращён.
С 1975 года участвовал, организовывал и возглавлял экологические экспедиции в Каспийском и Чёрном морях, озере Байкал, Атлантическом океане, Средиземном и Тирренском морях.
С 1975 года изучал поведения гумуса в природных водах в рамках экспедиций на НИС «Московский университет» в Атлантический океан, Чёрное, Средиземное и Тирренское моря.
В 1976—1977 годах по обмену поехал на 1 год в США, где работал над завершением докторской диссертации в Калифорнийском технологическом институте совместно с Джоном Робертсом. К 100-летию со дня рождения Робертса в 2018 году написал статью «Что мы сделали с Джоном Робертсом в Калифорнийском технологическом институте в 1976—1977 годах», которая не была опубликована.
В 1978 году Петросяном В. С. совместно с О. А. Реутовым и Л. А. Аслановым зарегистрировано открытие «О транс-упрочнении химических связей в координационных соединениях непереходных элементов».
В 1979 году защитил докторскую диссертацию на тему «Эффекты среды в химии металлорганических соединений ртути и олова».
С 1981 года — профессор кафедры органической химии Химического факультета. В 1988—2018 годах заведовал Лабораторией физической органической химии.
С 1979 года — выполнение задания ГКНТ СССР по разработке комплексного метода анализа нефтяных загрязнений водных экосистем, включавшего в себя ГЖС, ГХМС и ЯМР 13С и 1Н.
С 1986 года — исследования методом ГХМС качественного и количественного состава смесей хлорорганических соединений, образующихся при дезинфекции природой воды молекулярным хлором. Показано, что они образуются в результате расщепления хлором содержащихся в природной воде гуминовых веществ.
В 1987 году Петросяном В. С. была создана в МГУ Программа бесплатного дополнительного экологического образования «Открытый экологический университет МГУ», в котором современное экологическое образование получили более 8800 человек, причём не только в России, но и в Казахстане и Латвии.
С 1990 года -в исследованиях им была выявлена высокая детоксицирующая активность гуминовых веществ по отношению к органическим токсикантам и производных тяжёлых металлов.
1995—1998 года — в проекте ЕС по биоаккумуляции органических экотоксикантов в пищевых цепях биоты озера Байкал показал, что основными токсикантами в фито- и зоопланктоне, рыбах, птицах и нерпе являются ПАУ, ПХБ и ДДТ.
2001—2004 года — в проекте ЕС показано, что попадание в организмы русских осетров Северного Каспия ртуть- и оловоорганических экотоксикантов приводит к пероксидному окислению непредельных жиров, ведущему к негативным изменениям в организмах рыб.
В 2008—2012 годах В. С. Петросяном разработана система биоиндикации качества природных вод, приходящих на станции подготовки питьевой воды, основанная на круглосуточном наблюдении кардиоритма пресноводных моллюсков и позволяющая в считанные минуты установить факт сильного загрязнения воды.
С 2013 года проводятся работы по предотвращению загрязнения природных водоёмов цианотоксинами, источниками которых являются синезелёные водоросли (цианобактерии). С 2018 года — заместитель генерального директора по научной работе в проекте «Энергия из отходов».

## Педагогическая деятельность
В Московском университете с 1980 по 1993 год читал курс органической химии на Химическом факультете, с 1993 года читает курсы физико-химических методов в органической химии на Химическом факультете, курс экологической химии на Геологическом факультете, курс химии и токсикологии окружающей среды на Географическом факультете, межфакультетский курс «Химия, человек и окружающая среда», а также курсы экологии, химической экологии и экологии Московского региона в МПУ.
С 1991 по 1998 годы в качестве приглашённого профессора читал курсы спектроскопии ЯМР, металлоорганической и экологической химии в Университетах Германии, Италии, Канады, Китая и Чили.
Под его руководством выполнено 8 докторских и защищено 32 кандидатские диссертации.

## Звания и награды
- Диплом Научного Открытия N 344 (совместно с Реутовым О. А. и Аслановым Л. А.) (1978).
- Член Учёного Совета факультета (1979—1993).
- Ректор Открытого Экологического Университета МГУ (1987).
- Действительный член (1990) и член Президиума (с 2002) РАЕН.
- Зам. Председателя Высшего Экологического Совета России (1990—1996).
- Член Научного Совета Госкомэкологии и Минприроды РФ (1992—2001).
- Член Международного Совета по магнитному резонансу (1994).
- Член Совета Международной Сети инженеров и учёных за глобальную ответственность (1994).
- Член Консультативного Совета Российского Зелёного Креста (1994).
- Член Совета Европейского Общества химии и токсикологии окружающей среды (1996).
- Соросовский профессор (1996—1999).
- Член Президиума Российского Экологического Конгресса (1997).
- Представитель России в Комитете «Химия и окружающая среда» Федерации Европейских Химических Обществ (1999).
- Эксперт ООН по химической безопасности (2000).
- Лауреат «Гранта Москвы» (2000—2003).
- Почётный Знак РАЕН «Рыцарь науки и искусств» (2002).
- Лауреат Премии «SETAC-Europe» по экологическому образованию (2002).
- Почётный доктор Международного Независимого Эколого-политологического университета (2002).
- Лауреат Медали Итальянского Химического Общества «За выдающиеся достижения в экологической химии» (2003).
- Почётный Знак РАЕН «За заслуги в развитии науки и экономики» (2004).
- Президент Центра «Экология и Здоровье» (2004).
- Член Экспертных советов по экологии в Государственной думе, Московской городской думе и Правительстве Москвы.
- Заслуженный профессор МГУ (2007).
- Заслуженный работник высшей школы РФ (2011).
- Орден Дружбы (2017).
- Заместитель генерального директора по научной работе в проекте «Энергия из отходов»[14] (2018).

## Хобби
Валерий Самсонович катается на горных лыжах, не пропустил ни одного сезона с 1968 года, был в горах США, Европы, Канады, на всём постсоветском пространстве.